# ユリア・チェルモシャンスカヤ
ユリア・チェルモシャンスカヤ（Yuliya Igoryevna Chermoshanskaya、ロシア語: Юлия Игоревна Чермошанская、1986年1月6日 ‐ ）は、ロシア・ソビエト連邦社会主義共和国・ブリャンスク出身の陸上競技選手。
専門は200mが中心の短距離走。2008年北京オリンピックではアンカー（4走）を務めた女子4×100mリレーで金メダルを獲得したが、自身のドーピング違反によって2016年に剥奪された。
母のガリーナ・マルチュギナは1992年バルセロナオリンピック女子4×100mリレーの銀メダリスト。

## 経歴
2005年8月のイズミルユニバーシアード女子4×100mリレーでロシアチームのアンカーを務め、43秒62で優勝に貢献。学生の大会ながら自身初となる世界大会のメダルを獲得するとともに、1989年デュースブルク大会女子200mで金メダルを獲得した母に続く親子2代でのユニバーシアード金メダリストとなった。
オリンピックデビューとなった2008年8月の北京オリンピックには女子200mと女子4×100mリレーに出場した。女子200mは2次予選を22秒63（+0.3）の自己ベストで突破し、シニア世界大会で初の準決勝に進出。迎えた準決勝では組4着までに入れば決勝に進出できたが、結果は2次予選のタイムを更に縮める22秒57（0.0）をマークするも組5着に終わり、組4着には0秒06及ばず惜しくも決勝進出を逃した。女子4×100mリレーでは予選と決勝の両ラウンドでロシアチームのアンカーを務めると、予選は優勝候補の1つであるアメリカが失格で姿を消す中、ジャマイカ（42秒24）に次ぐ全体2位（42秒87）での決勝進出に貢献した。迎えた決勝では優勝候補のジャマイカがバトンミスで途中棄権に終わる中、42秒31で優勝に貢献し、母も成し遂げられなかったオリンピックの金メダル獲得という快挙を達成した。しかし、このメダルは後に剥奪された（後述参照）。
2009年8月のベルリン世界選手権には女子4×100mリレー決勝のみ出場したが、3位のドイツには0秒13及ばず、43秒00の4位でメダルを逃した（後に自身のドーピング違反により失格）。

## ドーピング
ロシアの国家ぐるみによるドーピングが2015年秋に発覚。国際オリンピック委員会は最新技術を用いて2008年北京オリンピックの薬物サンプルの再検査を行った結果、チェルモシャンスカヤの検体からスタノゾロールとトゥリナボル（turinabol）の禁止薬物が検出されたため、チェルモシャンスカヤの北京オリンピックの成績抹消およびロシアチームの金メダル剥奪を2016年8月16日に発表した。その後、国際陸上競技連盟は2008年8月20日から2010年8月19日までのチェルモシャンスカヤの記録を抹消した。

## 家族
母のガリーナ・マルチュギナは100mで10秒96、200mで22秒18の自己ベストを持ち、主に200mをメインに活躍した元陸上競技選手。1992年バルセロナオリンピック女子4×100mリレーの銀メダル、1993年シュトゥットガルト世界選手権女子4×100mリレーの金メダルなど、オリンピックと世界選手権を通じて4つのメダルを獲得した。

## 自己ベスト
記録欄の（　）内の数字は風速（m/s）で、+は追い風を意味する。
| 種目 | 記録          | 年月日                                    | 場所                      | 備考 |
| 屋外 | 屋外          | 屋外                                      | 屋外                      | 屋外 |
| ---- | ------------- | ----------------------------------------- | ------------------------- | ---- |
| 100m | 11秒30 (+0.3) | 2012年7月14日                             | Yerino                    |      |
| 200m | 22秒77 (0.0)  | 2008年7月19日                             | カザン                    |      |
| 室内 |               |                                           |                           |      |
| 60m  | 7秒39         | 2007年2月14日 2011年1月18日 2011年2月16日 | ヴォルゴグラード モスクワ |      |
| 200m | 23秒32        | 2008年2月9日                              | モスクワ                  |      |

## 主要大会成績
備考欄の記録は当時のもの
| 年   | 大会                          | 場所         | 種目    | 結果              | 記録             | 備考                      |
| ---- | ----------------------------- | ------------ | ------- | ----------------- | ---------------- | ------------------------- |
| 2005 | ヨーロッパジュニア選手権 (en) | カウナス     | 200m    | 優勝              | 23秒21 (+0.5)    |                           |
| 2005 | ヨーロッパジュニア選手権 (en) | カウナス     | 4x100mR | 2位               | 44秒70 (4走)     |                           |
| 2005 | ユニバーシアード (en)         | イズミル     | 4x100mR | 優勝              | 43秒62 (4走)     |                           |
| 2007 | ヨーロッパU23選手権 (en)      | デブレツェン | 200m    | 優勝              | 23秒19 (-1.1)    |                           |
| 2007 | ヨーロッパU23選手権 (en)      | デブレツェン | 4x100mR | 優勝              | 43秒67 (4走)     |                           |
| 2007 | 世界選手権                    | 大阪         | 200m    | 2次予選1組5着     | 23秒15 (-0.2)    |                           |
| 2008 | オリンピック                  | 北京         | 200m    | 準決勝1組5着 失格 | 22秒57 (0.0) DQ  | 自己ベスト ドーピング処分 |
| 2008 | オリンピック                  | 北京         | 4x100mR | 優勝 失格         | 42秒31 (4走) DQ  | ドーピング処分            |
| 2009 | 世界選手権                    | ベルリン     | 4x100mR | 4位 失格          | 43秒00 (4走) DQ  | ドーピング処分            |
| 2010 | ヨーロッパ選手権              | バルセロナ   | 200m    | 7位 失格          | 22秒67 (+0.1) DQ | 自己ベスト ドーピング処分 |
| 2010 | ヨーロッパ選手権              | バルセロナ   | 4x100mR | 4位 失格          | 42秒91 (4走) DQ  | ドーピング処分            |